# 中山うり
中山 うり（なかやま うり、1981年1月9日 - ）は、日本の女性シンガーソングライター。埼玉県上尾市出身。埼玉県立与野高等学校卒業。

## 略歴
高校の吹奏楽部員として第46回全日本吹奏楽コンクール高校前半の部にトランペットで出場し、金賞を受賞。2001年にカフェレストランでヴォーカリストとしてステージデビューしている。2005年以降、東京都内のライヴハウスを中心にワンマンライブを度々開催する。2006年6月にフルタイムからフリータイムの美容師となり、それ以降は音楽活動に重点を置くようになる。2006年9月には初の音源をiTunes Storeからネット配信し、フリーダウンロード曲に選ばれた「月とラクダの夢を見た」のダウンロード数が1週間で46,900件を記録(当時歴代2位)、配信アルバム『-中山うり-Uri Nakayama-EP』はジャズ・アルバム・チャートで1位、総合アルバム・チャートでもトップテンにランクインした。2006年夏以降は、フジロック、サマーソニック、ライジング・サンといった野外ロック・フェスティバルや音楽イベントに積極的に参加している。2007年にソニー・ミュージックジャパンインターナショナルからメジャーデビュー。2007年からは地方都市でもワンマンライブを開催し、2008年4～5月には4都市で初ツアーを開催、11～12月にも4都市でツアーを開催した。2012年9月1日に所属事務所ワールドアパートから独立した。

## エピソード
幼稚園の時にエレクトーンを、小学校5年生でトランペットを始めている。父親が好んで聴いていた歌謡曲やラテン音楽、ジャズを耳にするなど、幼少時から特にジャンルを問わず様々な音楽に親しんでいた。特に、中学生の頃に初めて聴いたルイ・アームストロングは「クラシックからトランペットに入った身として衝撃を受けた」と語っており、今でも好きなミュージシャンとしてその名を挙げている。高校時代には、吹奏楽の甲子園と呼ばれる普門館で行われた全日本吹奏楽コンクールに吹奏楽部員としてトランペットで参加して金賞を受賞した。しかし中学生の頃からは美容師を目指しており、高校卒業後に入学した美容学校では音楽活動から離れていた。その時に精神の安定を保つためにも自分には音楽が必要なことを実感して、美容師として働き始めてから音楽活動を再開するようになる。音楽を表現する手段として歌を歌いたくなり、しばらくの間はピアノを友達に弾かせて歌とピアノだけでライブをしていたが、何か個性的な楽器を一人で弾きながら歌いたいと思うようになった。そこで、かつて鍵盤楽器をやっていたこともあってアコーディオンに興味を持ち、cobaの父親が経営している楽器屋を訪れる。その場でアコーディオンを試奏し、勢いで買ってしまったことがアコーディオンの弾き語りを始めるきっかけとなった。

## 音楽性
中山うりの音楽はレーベル会社等から「ジプシー・スウィング、ミュゼット、タンゴなど世界中のアコーディオン音楽をブレンド」したものと紹介され、そのボーカルは「ミラクルヴォイス」であると宣伝されている。低めの柔らかい声で歌い、声を張って歌い上げることはあまりない。中山うりはボーカルの他にアコーディオンとトランペットも演奏する。アコースティックなサウンドを基調としており、iTunes Storeからネット配信した際にはジャズチャートにランクインした。カバー曲として高田渡の「生活の柄」、中島みゆきの「ばいばいどくおぶざべい」、あがた森魚の「夜のレクエルド」、石原裕次郎の「夜霧よ今夜も有難う」、アルシオーネの「愛のサンバは永遠に」等を取り上げるなど、フォークソングや歌謡曲からの影響も伺われる。作曲は歌詞よりメロディーが先で、ピアノなどの鍵盤楽器から作ることが多い。

## 歌詞
殆どの曲は日本語の歌詞で歌っているが、スキャットだけの曲やインストゥルメンタルの曲もある。歌詞は、港町や祭り、サーカスが来た架空の街などの情景をモチーフにすることが多く、多くのJ-POPの歌手のように表立って恋愛をモチーフとすることはあまりない。『エトランゼ』リリースの際には、「自分の感情から出てくることより、完全に登場人物にひとり歩きさせて物語を作っている」と語っていたが、『ケセラ』リリースの際には「ファンタスティックでも異国情緒でもなく、自分が笑ったり泣いたり傷ついたりしているところもできるだけ表現していきたい」と語っている。

## ライブ
ライブのパフォーマンスでは、イスに座ってアコーディオンを弾きながら歌い、時々傍らに置いたトランペットを吹いている。ライブの際は原色の衣装で、頭に花飾りを付けることが多い。ライブの際のバンドは、サポートメンバーを加えたアンプラグドな5人編成を基本としている。最小編成はギターとのデュオだが、ツアーや野外ロック・フェスティバルでは、基本編成にトランペット、サックス、トロンボーン、チューバ、ヴァイオリン等が加わった10人ほどの編成になることがある。

### バンド基本編成
- 中山うり：ボーカル・アコーディオン/トランペット/アコースティック・ギター
- 堀越雄輔：アコースティック・ギター
- 福澤和也：アコースティック・ギター /エレクトリック・ギター
- 南勇介：ウッドベース
- 宮川剛：ドラムス
- 大澤公則：ドラムス
- notch：パーカッション

## プロデューサー
2012年9月1日の独立までは、1970年代後半にパンク・ロック・ムーブメント「東京ロッカーズ」を牽引し、マンデイ満ちる、SUPER BUTTER DOG、浅田香織(現BONNIE PINK)、クラムボン、PE'Z等のプロデュースに関わってきたS-KENがプロデューサーだった。

## ミュージックビデオ
| 監督       | 曲名                                                                                     |
| 石川亮介   | 「ホロホロ涙知らぬ鳥」                                                                   |
| 猪股敏朗   | 「笑う月」                                                                               |
| ELECROTNIK | 「夕焼け空に摩天楼」                                                                     |
| 栗原論     | 「時々ドキドキ」                                                                         |
| 土屋萌児   | 「ホタル」                                                                               |
| 松原弘志   | 「マドロス横町」「夏祭り鮮やかに」                                                       |
| 不明       | 「つぎの駅はパラダイス」「ワンダフル」「月とラクダの夢を見た」「夜霧よ今夜もありがとう」 |

## タイアップ
| 曲名                 | タイアップ                                                          |
| -------------------- | ------------------------------------------------------------------- |
| ワンダフル           | 朝日放送『最終警告!たけしの本当は怖い家庭の医学』エンディングテーマ |
| 虹のパノラマ         | TBS系テレビ『世界ふしぎ発見』エンディングテーマ                     |
| 夏祭り               | 映画『あの空をおぼえてる』挿入歌                                    |
| 月とラクダの夢を見た | 映画『あの空をおぼえてる』挿入歌                                    |
| 回転木馬に僕と猫     | NHK『みんなのうた』2010年12月 - 2011年1月楽曲                       |
| そして月と踊る       | 映画『ネムリバ』主題歌                                              |
| モシモシーソー       | Ｅテレ『シャキーン』2016年5月16日-6月17日                           |